# Henri de L'Épinois
Henri de L'Épinois, né le 17 décembre 1831 à Senots, mort le 15 juillet 1890 à Castries, est un bibliothécaire et historien français.

## Biographie
Élève de l’École impériale des chartes, où il obtient le diplôme d’archiviste paléographe en 1857 avec une thèse intitulée Le Conseil du roi au XIVe siècle, Henri de L’Épinois entre à la Bibliothèque impériale, où il occupe un poste de conservateur au département des manuscrits.
Parallèlement, il écrit divers ouvrages d’histoire.
En 1861, le révérend père Theiner, préfet des Archives secrètes du Vatican, le charge de rendre accessible au public, par l’intermédiaire d’un livre, une partie de la documentation réunie pour son Codex diplomaticus dominii temporalis S. sedis. Le comte de L’Épinois rédige alors Le Gouvernement des papes et les révolutions dans les États de l’Église, qui paraîtra en 1865.
En 1872, il réunit en recueil plusieurs articles précédemment parus dans la Revue des questions historiques, pour témoigner de son profond désaccord avec la méthode historique d’Henri Martin, dont plusieurs volumes des troisième et quatrième éditions de l’Histoire de France, depuis les temps les plus reculés jusqu’en 1789, avaient obtenu des prix décernés par l’Académie française, par l’Académie des inscriptions et belles-lettres et même par les cinq classes de l’Institut, estimant surfaite la réputation de « monument national » qui s’attachait, à l’époque, à cet ouvrage et mettant en avant les erreurs et inexactitudes qu’aurait comportées cette œuvre, ainsi que le « léger bagage d’érudition » avec lequel, selon ses vues, Henri Martin aurait « entrepris un travail colossal, que toute une vie d’homme suffirait à peine pour conduire à bonne fin ».
Le titre héréditaire de comte romain (non reconnu en France) lui a été attribué par le pape Léon XIII par un bref en date de 1881.

## Publications
- Vie du dauphin, père des rois Louis XVI, Louis XVIII et Charles X, d'après l'abbé Proyart et le P. Griffet ; enrichie de pièces inédites et précédée d'une lettre à M. l'abbé Vervost, J. Vermot, Paris, 1848, in-18, xxxvi-371 p., (BNF 36421662).
- Études critiques sur l'“Histoire de France”, de M. H. Martin, A. Vermot, Paris, 1859, 71 p., (BNF 30795132).
- Le R. P. Lacordaire et les conférences de Notre-Dame, Imprimerie Pillet fils aîné, Paris, 1860, 36 p., (BNF 30795146).
- Le Gouvernement des papes et les révolutions dans les États de l'Église, d'après les documents authentiques, extraits des Archives secrètes du Vatican et autres sources italiennes, Didier éditeur, Paris, 1865, x-505 p., (BNF 30795134). Consultable en ligne et téléchargeable sur Internet Archive.
- Note sur les études historiques en France au XIXe siècle, C. Douniol, Paris, 1866, viii-64 p., (BNF 30795141).
- Galilée, son procès, sa condamnation, d'après des documents inédits, V. Palmé, Paris, 1867, 108 p., (BNF 30795133). – Précédemment paru dans la Revue des questions historiques.
- Hier, aujourd'hui, demain, Imprimerie L. Hébrail, Durand et Cie, Toulouse, 1871, 83 p., (BNF 30795135).
- Critiques et réfutations. M. Henri Martin et son « Histoire de France », Librairie de la Société bibliographique, Paris, 1872, xii-480 p., (BNF 30795130). Consultable en ligne et téléchargeable sur Internet Archive.
- Histoire de la Restauration (1814-1830), V. Palmé, Paris, 1873, 302 p., (BNF 30795136).
- Les Catacombes de Rome, notes pour servir de complément aux cours d'archéologie chrétienne, Librairie de la Société bibliographique, Paris, 1875, 234 p., (BNF 30795129).
- Enseignements païens aux 11e et 12e siècles. Apologétique catholique. De l'Enseignement de la philosophie et de la littérature païennes aux 11e et 12e siècles et de l'opposition que leur firent les docteurs catholiques., [éditeur, lieu et date non connus], 91 p., (BNF 30795131).
- M. Guizot, son rôle comme historien, V. Palmé, Paris, 1875, 71 p., (BNF 30795139). – Précédemment paru dans la Revue des questions historiques.
- Les Pièces du procès de Galilée, précédées d'un avant-propos, V. Palmé, Paris, 1877, xxiv-142 p., (BNF 30795143).
- La Question de Galilée : les faits et leurs conséquences, Société générale de librairie catholique, Paris et Bruxelles, 1878, 332 p., (BNF 30795144). Consultable en ligne et téléchargeable sur Internet Archive.
- Le Pape Alexandre VI, V. Palmé, Paris, 1881, 71 p., (BNF 32374658). – Précédemment paru dans la Revue des questions historiques, en avril 1881.
- Le Pèlerinage de pénitence à Jérusalem, V. Palmé, Paris, 1882, 32 p., (BNF 30795142).
- La Ligue et les papes, V. Palmé, Paris, 1886, viii-672 p., (BNF 30795137).
- Les Réformes et la Révolution en 1789, Librairie de la Société bibliographique, Paris, 1889, 51 p., (BNF 30795145).

## Source
Notice nécrologique, Bibliothèque de l'École des chartes, 1890
- Notices d'autorité :   - VIAF
  - ISNI
  - BnF (données)
  - IdRef
  - LCCN
  - CiNii
  - Espagne
  - Pays-Bas
  - Vatican
  - Norvège
  - Portugal
  - WorldCat
- Ressource relative à la recherche :   - Persée